# Hangvar kyrka
Hangvar kyrka är en kyrkobyggnad på Gotland som tillhör Forsa församling i Visby stift.

## Kyrkobyggnaden
Stenkyrkan i Hangvar uppfördes under 1200-talets andra och tredje fjärdedel och ersatte möjligen en äldre kyrkobyggnad. Långhus och kor byggdes samtidigt medan tornet tillkom något senare. Under 1700-talet tillkom nuvarande sakristia som ersatte en tidigare sakristia. Under 1800-talet byggdes troligen en våning till på sakristian. Tidigt på 1900-talet försågs kyrkan med ett nytt golv och ett fönster togs upp.

## Inventarier
- Dopfunten av kalksten härstammar från omkring 1250.
- Altaruppsats av trä är från 1684.
- Predikstolens korg är från 1633. Trappa och ljudtak har tillkommit senare under 1600-talet.
- I korbågen hänger ett triumfkrucifix som är en rekonstruktion av ett original från 1100-talet.

### Orgel
År 1911 bygger E.A. Setterquist & Son, Örebro, en orgel. 1970 omändras den av Andreas Thulesius, Klintehamn. 1984 omändras den av J. Künkels Orgelverkstad. Orgeln är mekanisk med pneumatisk väderlåda.
| Manual              | Pedal      | Koppel      |
| Flûte harmonique 8’ | Subbas 16’ | Man/Ped     |
| Rörflöjt 8’         |            | Man 16'/Man |
| Salicional 8’       |            | Man 4'/Man  |
| Principal 4’        |            |             |
| Oktava 2'           |            |             |